# Nhà nước Katanga
Nhà nước Katanga (tiếng Pháp: État du Katanga; tiếng Swahili: Inchi Ya Katanga), còn được gọi là Cộng hòa Katanga, là một quốc gia ly khai tuyên bố độc lập khỏi Congo-Léopoldville vào ngày 11 tháng 7 năm 1960 dưới sự lãnh đạo của Moise Tshombe, lãnh đạo Đảng chính trị Liên minh các hiệp hội bộ lạc Katanga (CONAKAT). Nhà nước Katanga mới không được người dân toàn tỉnh ủng hộ và thường xuyên bị cản trở bởi xung đột sắc tộc ở miền cực bắc. Nhà nước bị giải thể vào năm 1963 sau cuộc tấn công của lực lượng Liên Hợp Quốc tại Congo (ONUC) và tái sáp nhập với phần còn lại của đất nước với tên gọi tỉnh Katanga.
Cuộc ly khai của người Katang được thực hiện với sự hỗ trợ của Union Minière du Haut Katanga, một công ty khai thác mỏ có quyền nhượng quyền trong khu vực và một đội ngũ cố vấn quân sự lớn của Bỉ. Lực lượng hiến binh Katanga, một đội quân do chính quyền Tshombe thành lập, ban đầu được quân đội Bỉ tổ chức và huấn luyện và bao gồm binh lính Bỉ cũng như lính đánh thuê từ Bắc Rhodesia và các nơi khác. Có một lực lượng Không quân Katanga được tổ chức tương tự.
Mặc dù cuộc nổi dậy được coi là phản đối chính quyền trung ương của Patrice Lumumba, nó vẫn tiếp tục ngay cả sau khi thủ tướng được bầu cử dân chủ bị lật đổ một cách bạo lực, khiến Lumumba bị bắt cóc và sát hại ngay trong quốc gia ly khai. Sau Chiến dịch Grandslam, quân nổi dậy phân tán hoặc đầu hàng lực lượng Liên Hợp Quốc vào năm 1963.